# Erlenbach (Karlstadt)
Erlenbach ist ein Gemeindeteil der Kreisstadt Karlstadt im unterfränkischen Landkreis Main-Spessart in Bayern.

## Geographie
Das Dorf Erlenbach liegt auf der rechten Seite des Buchenbachtals auf 279 m ü. NHN auf der Gemarkung von Wiesenfeld. Nördlich liegt das Dorf Rettersbach, südlich befindet sich das Kirchdorf Hausen. Durch Erlenbach verläuft der Fränkische Marienweg.

## Geschichte
Bis zu deren Eingemeindung nach Karlstadt zum 1. Mai 1978 war Erlenbach ein Gemeindeteil von Wiesenfeld.

## Geboren in Erlenbach
Hermann Sendelbach (1894–1971), fränkischer Dichter